# Nusa Barung
La isla Nusa Barung (o Nusa Barong) es una isla de Indonesia que pertenece a la provincia de Java Oriental. Se encuentra al sur de la costa de la isla de Java, en el océano Índico (pertenece administrativamente al Kabupaten Jember).
La isla está deshabitada; alberga una reserva natural desde 1920.

## Galería

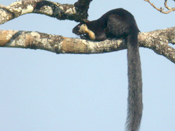
Ratufa bicolor
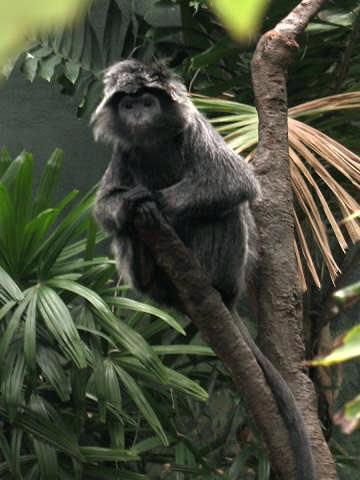
Trachypithecus auratus
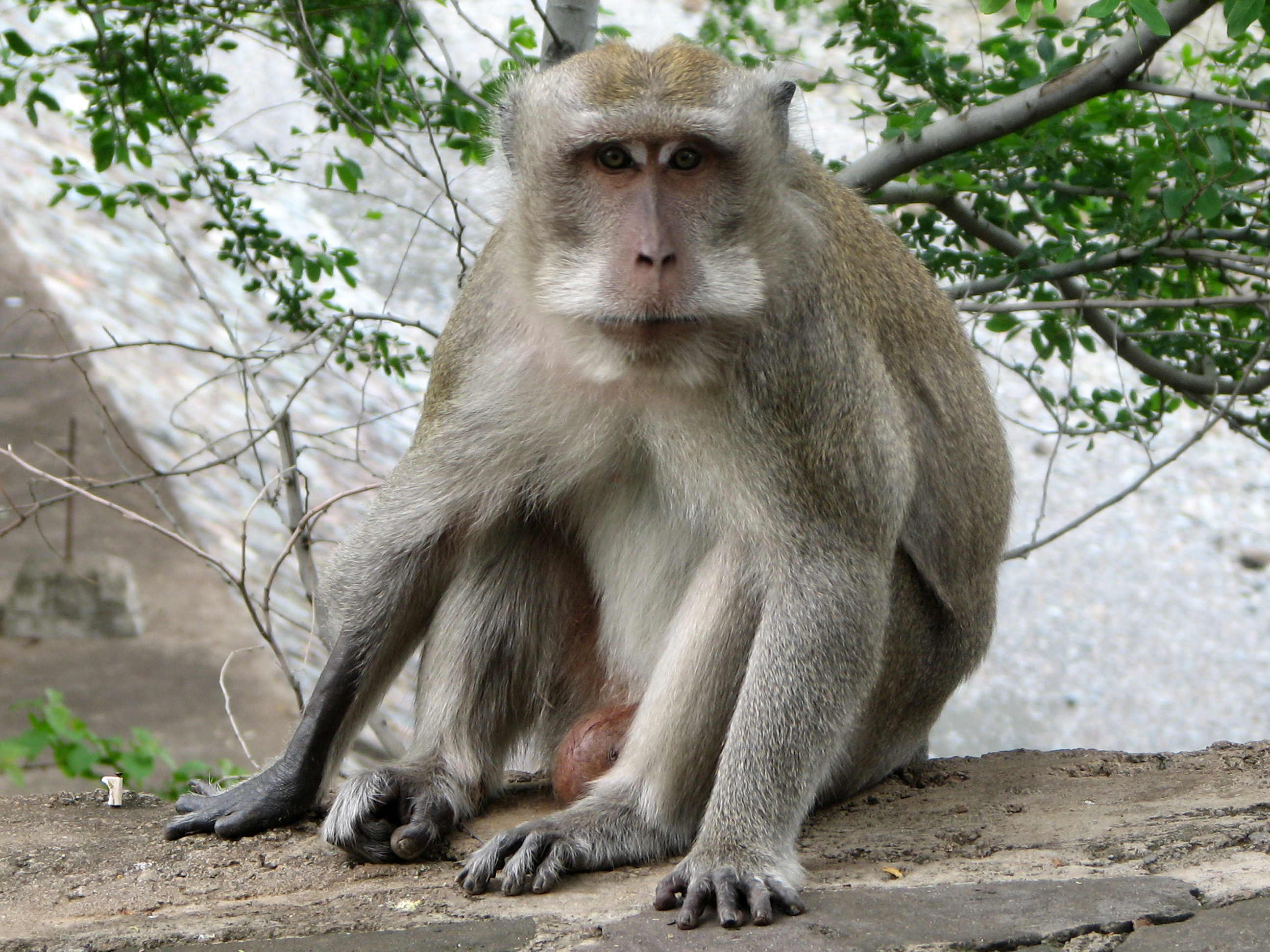
Macaca fascicularis
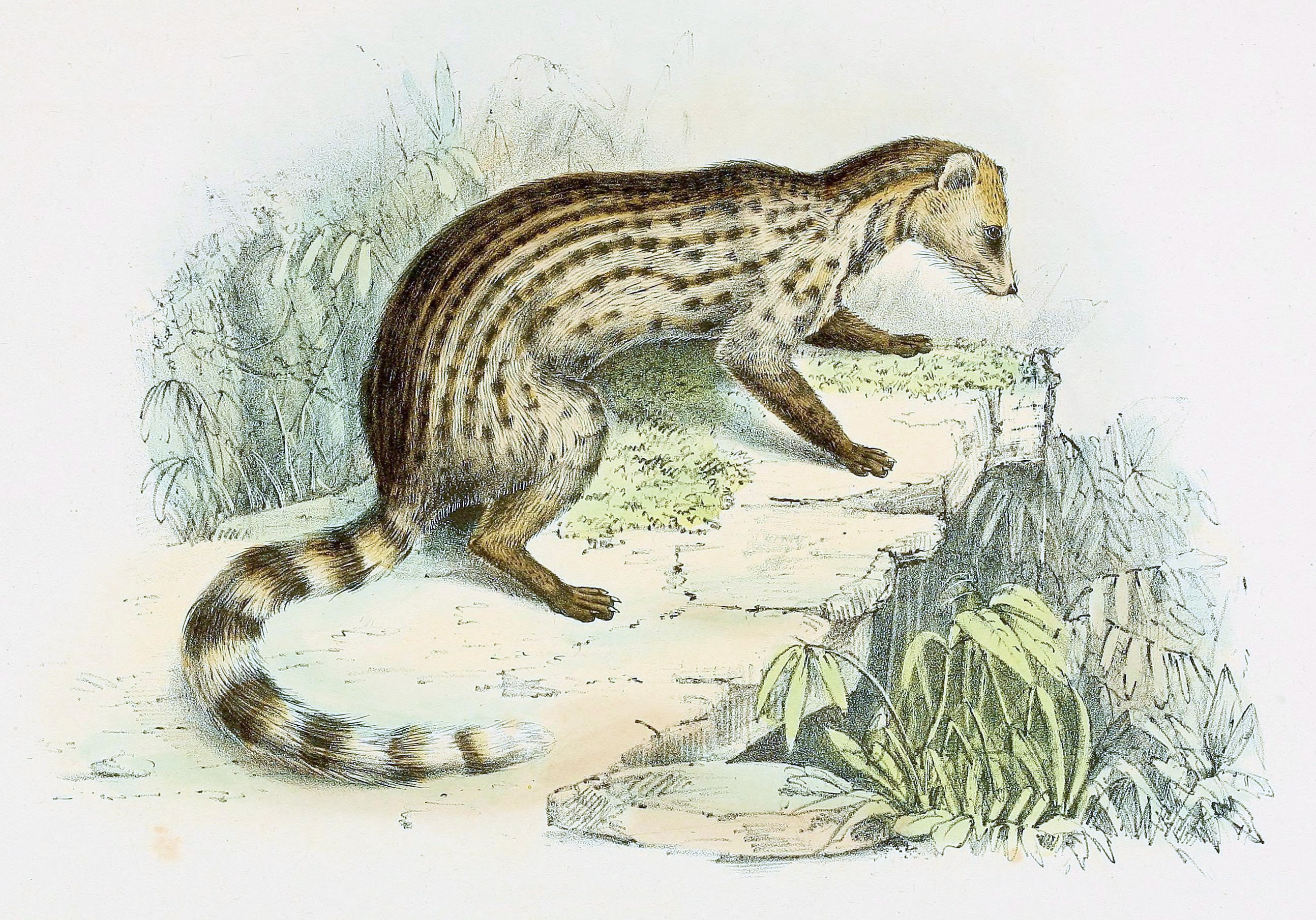
Viverricula indica
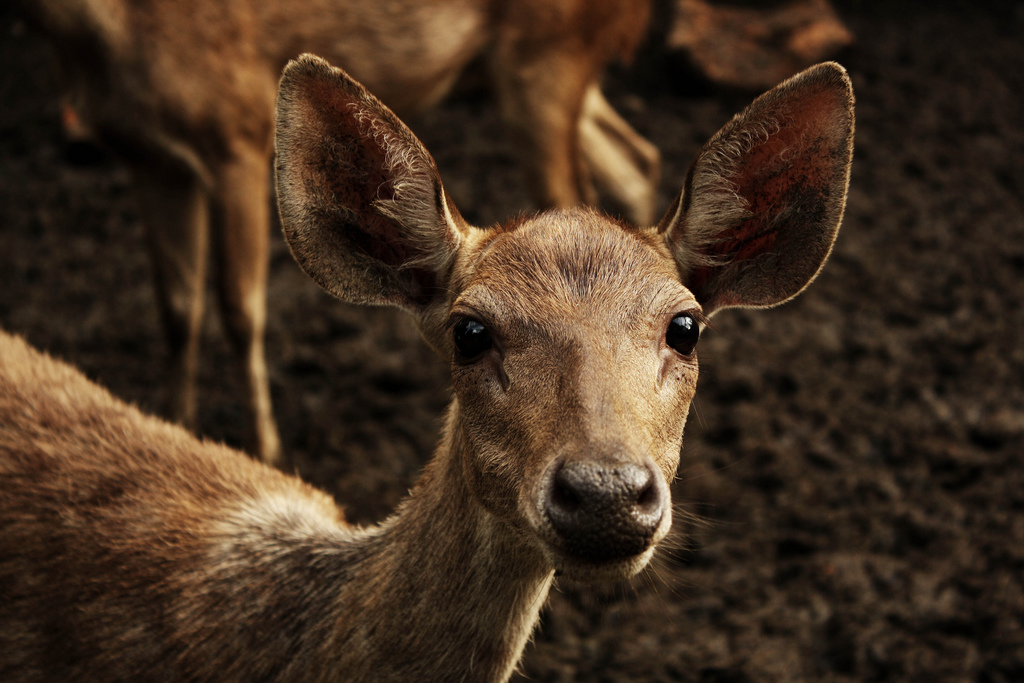
Rusa timorensis
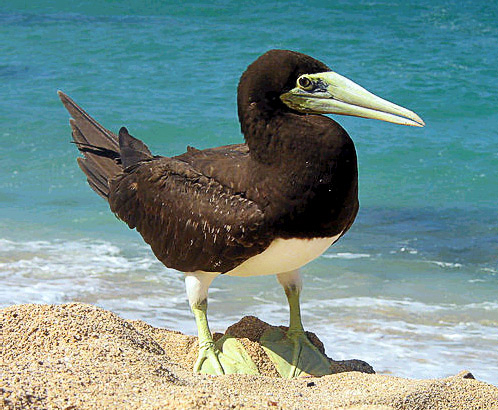
Sula leucogaster
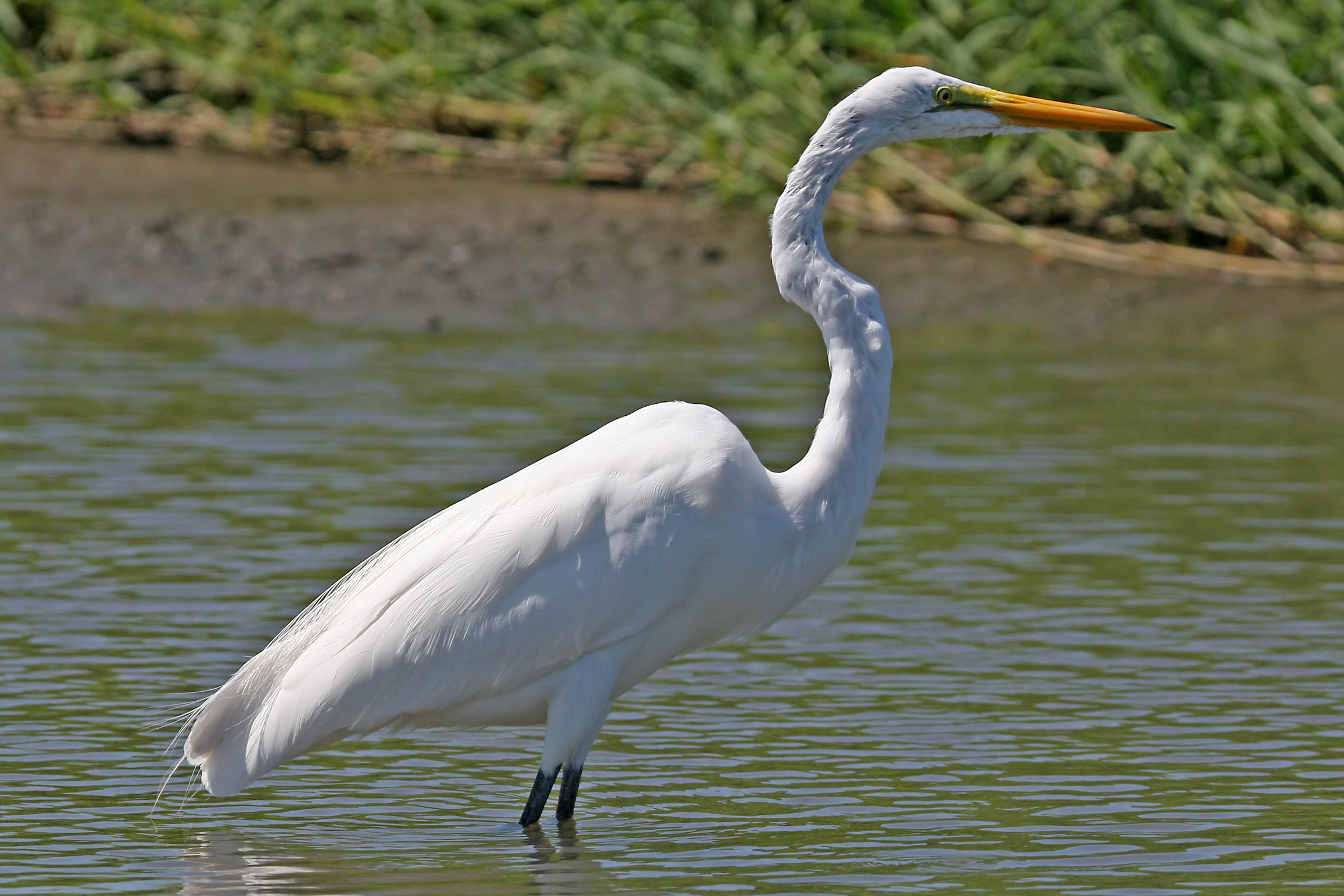
Casmerodius albus
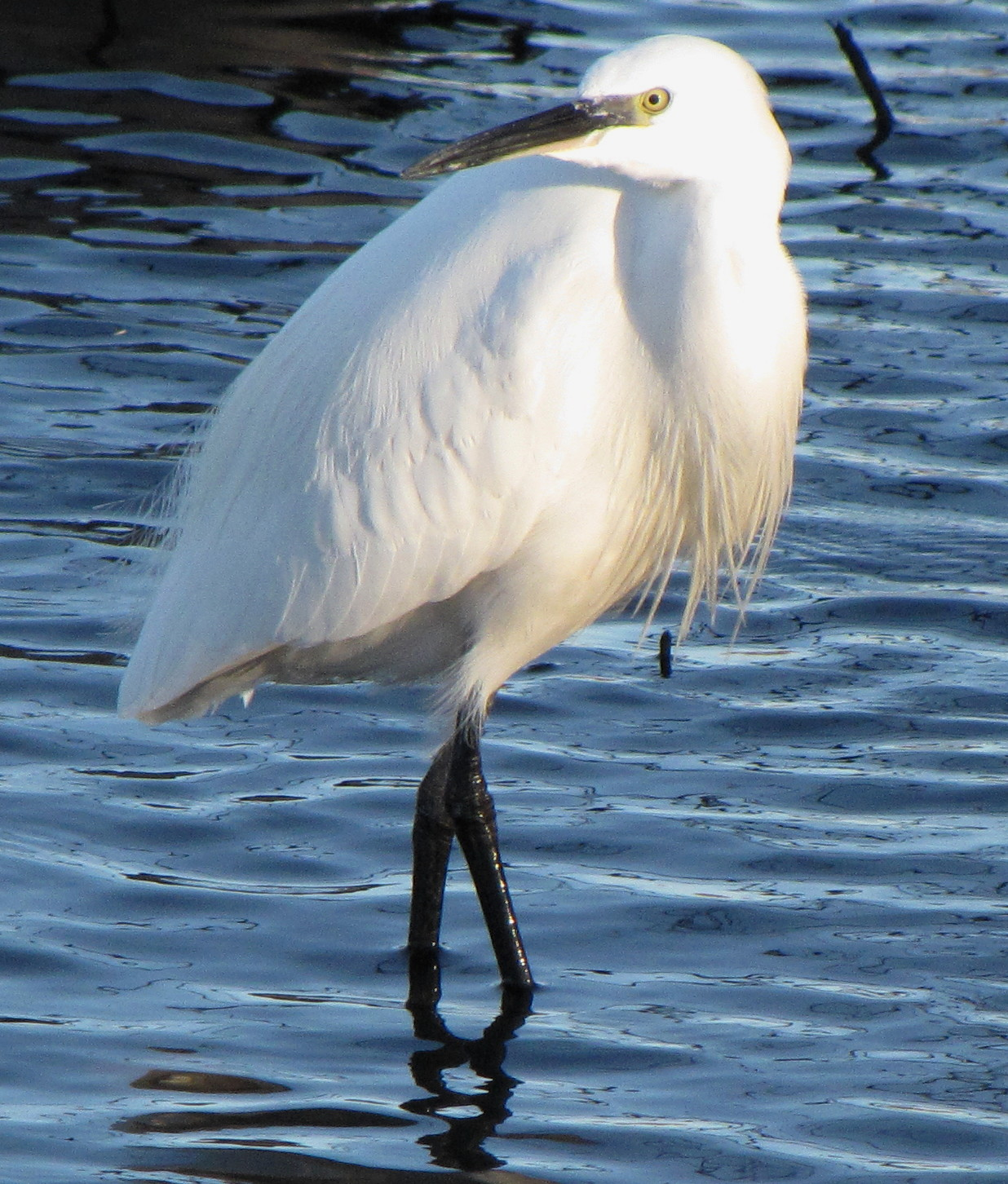
Egretta garzetta
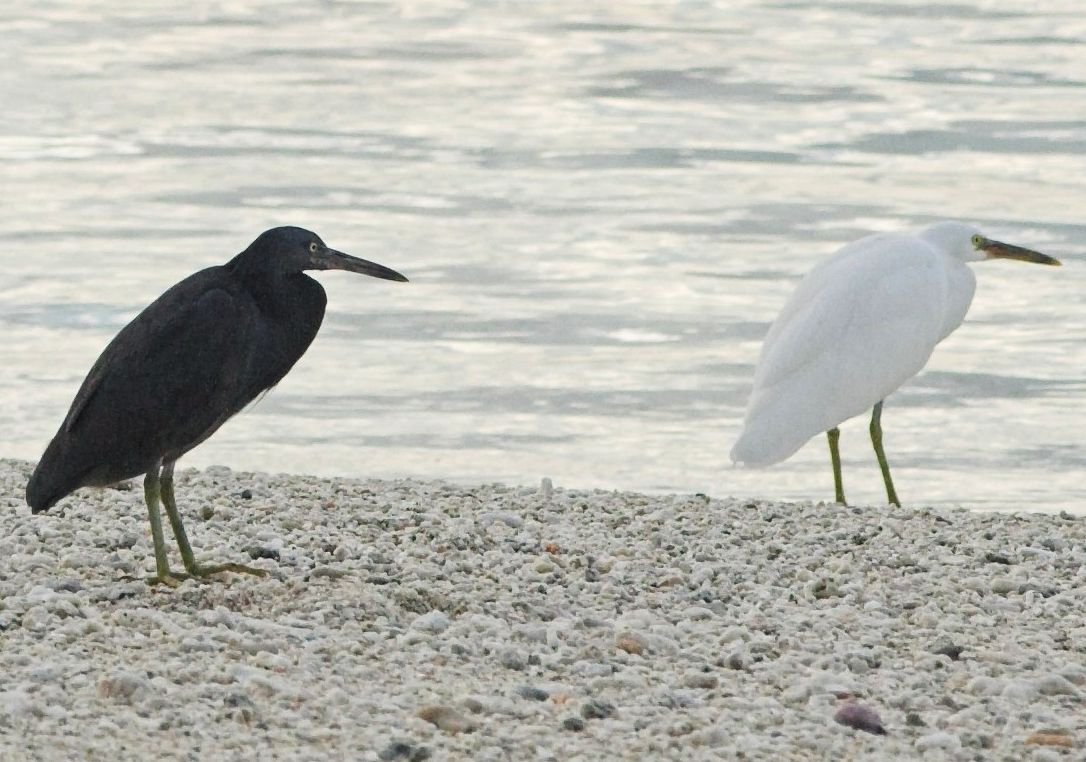
Egretta sacra
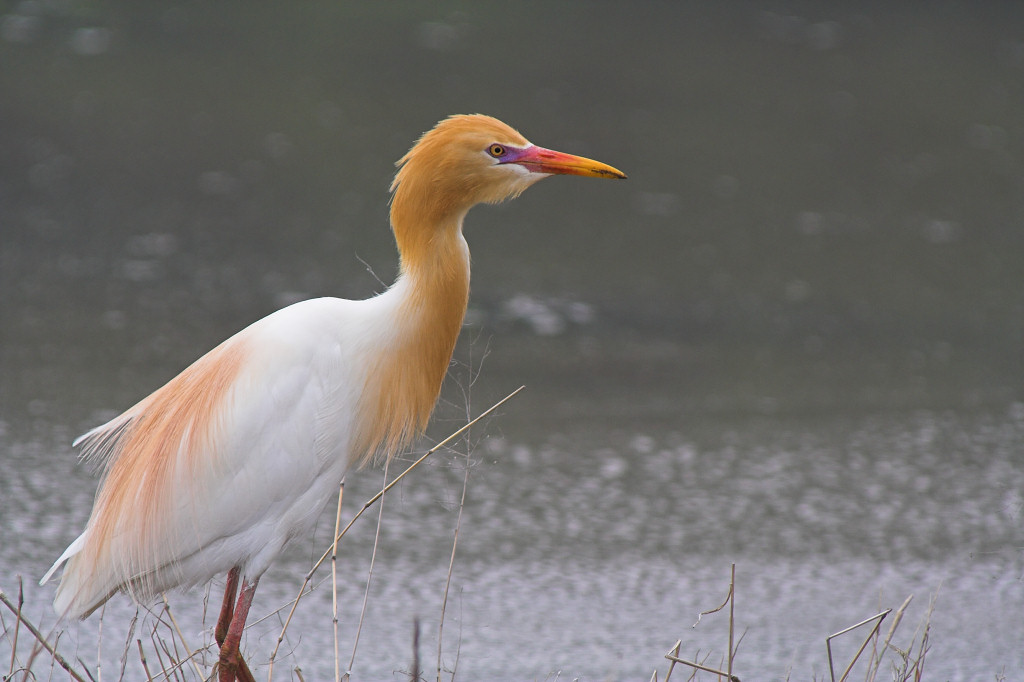
Bubulcus ibis
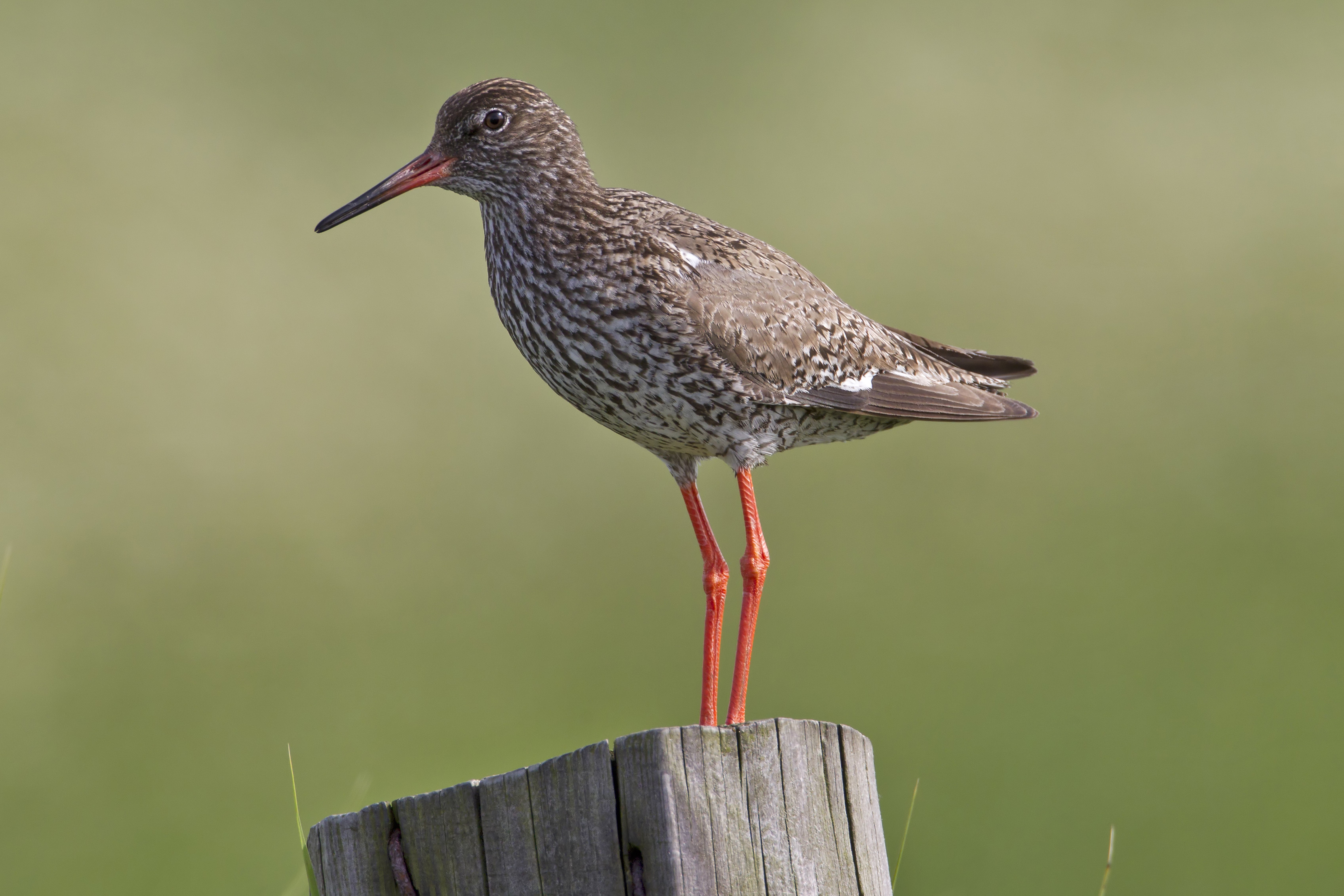
Tringa totanus
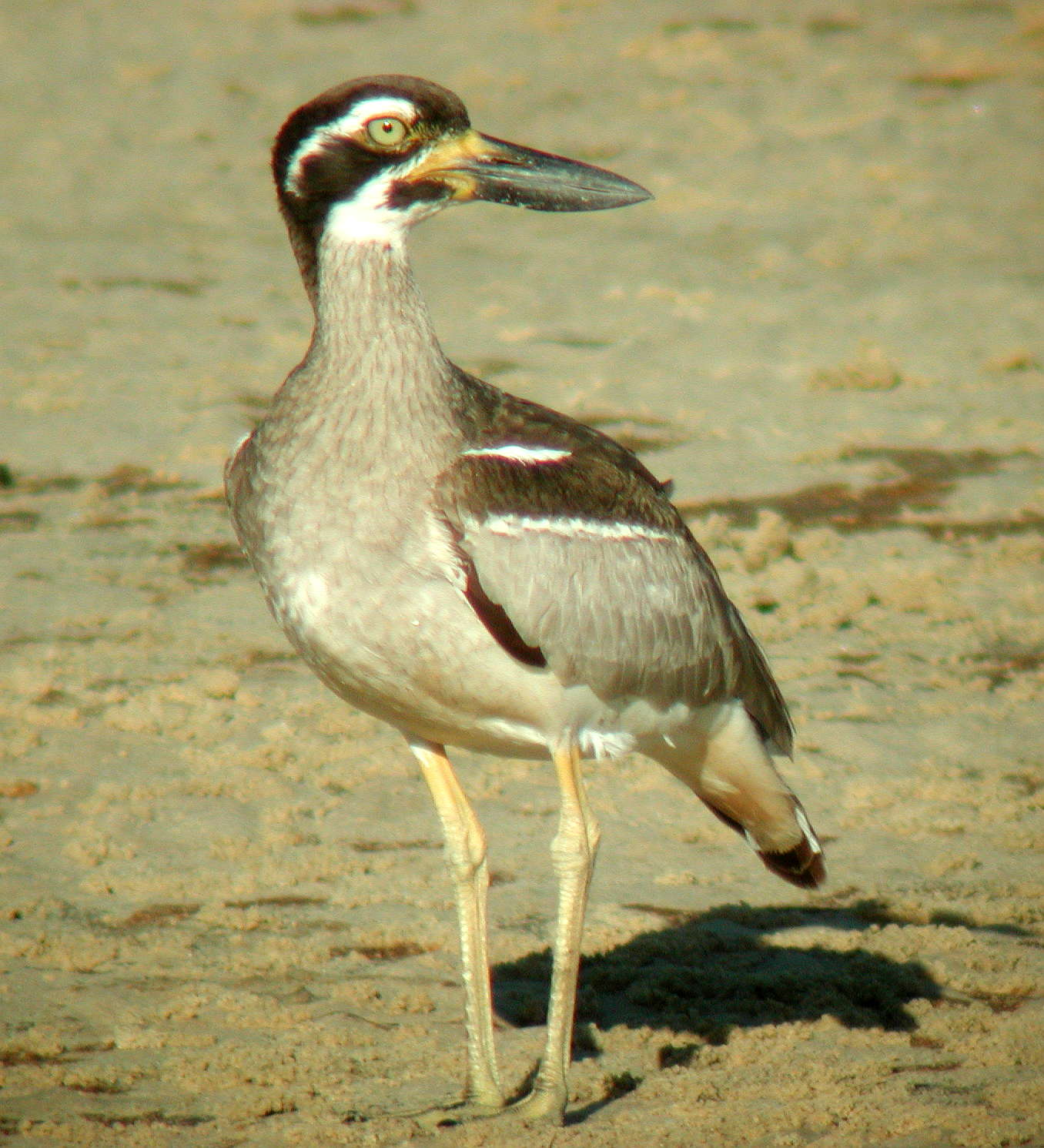
Esacus neglectus
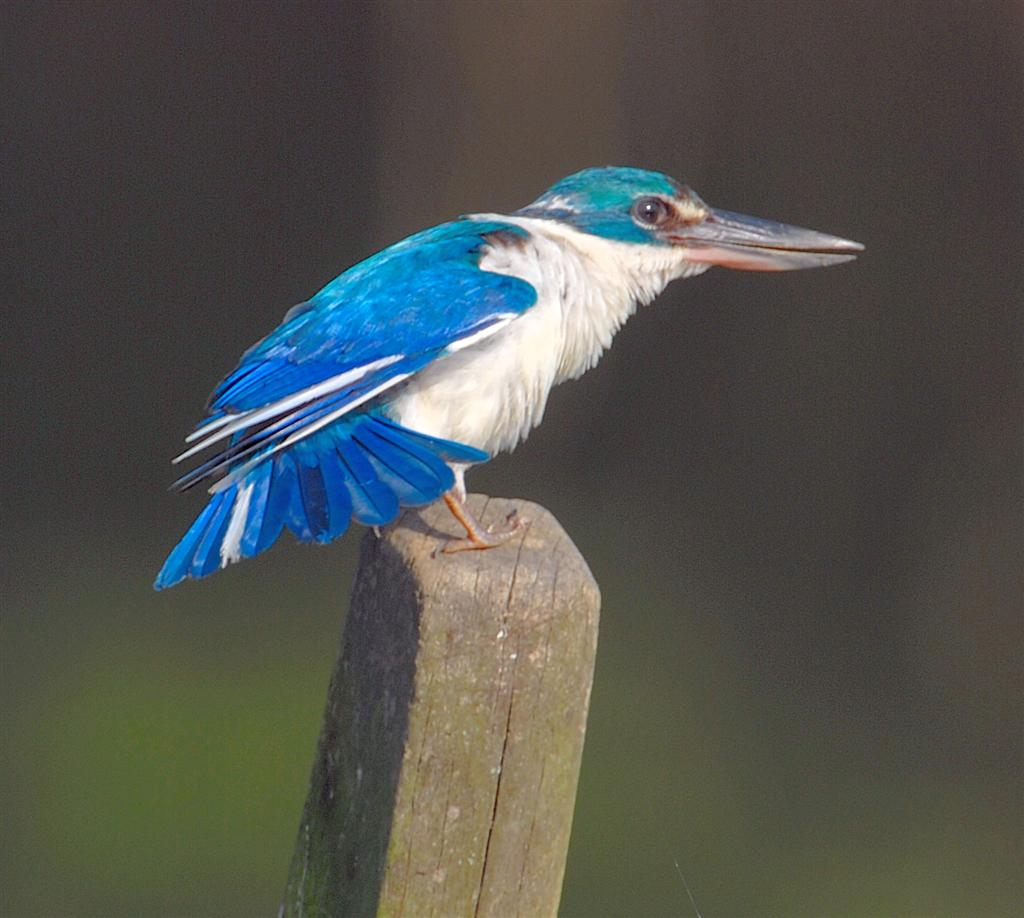
Todirhamphus chloris
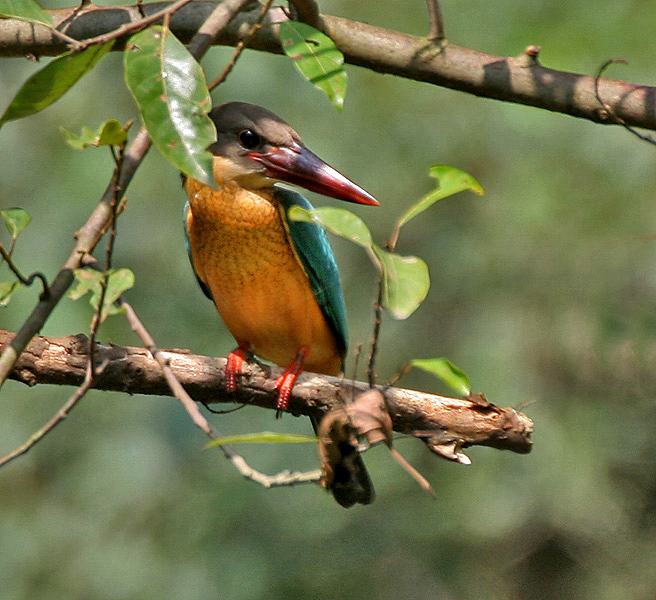
Pelargopsis capensis
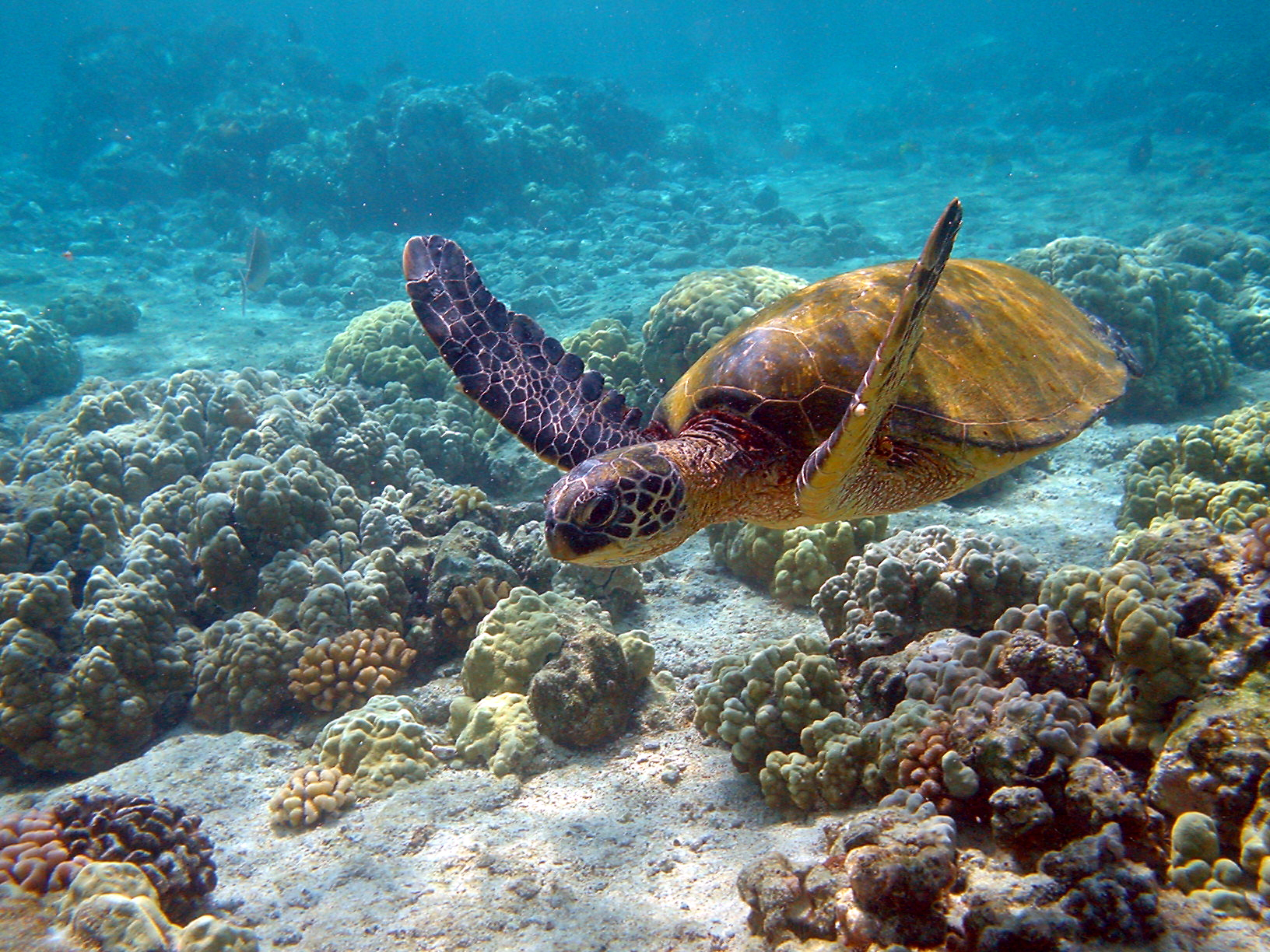
Chelonia mydas
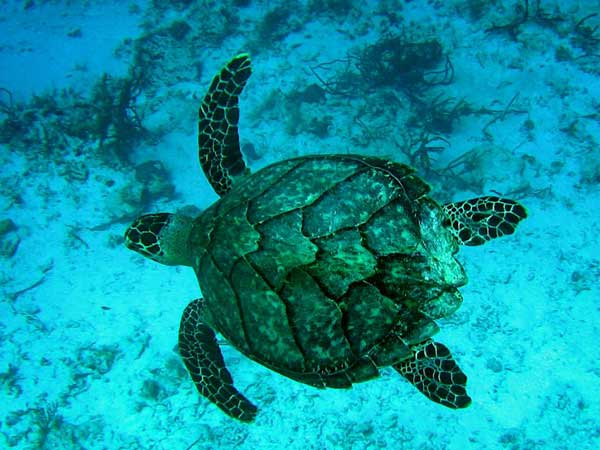
Eretmochelys imbricata
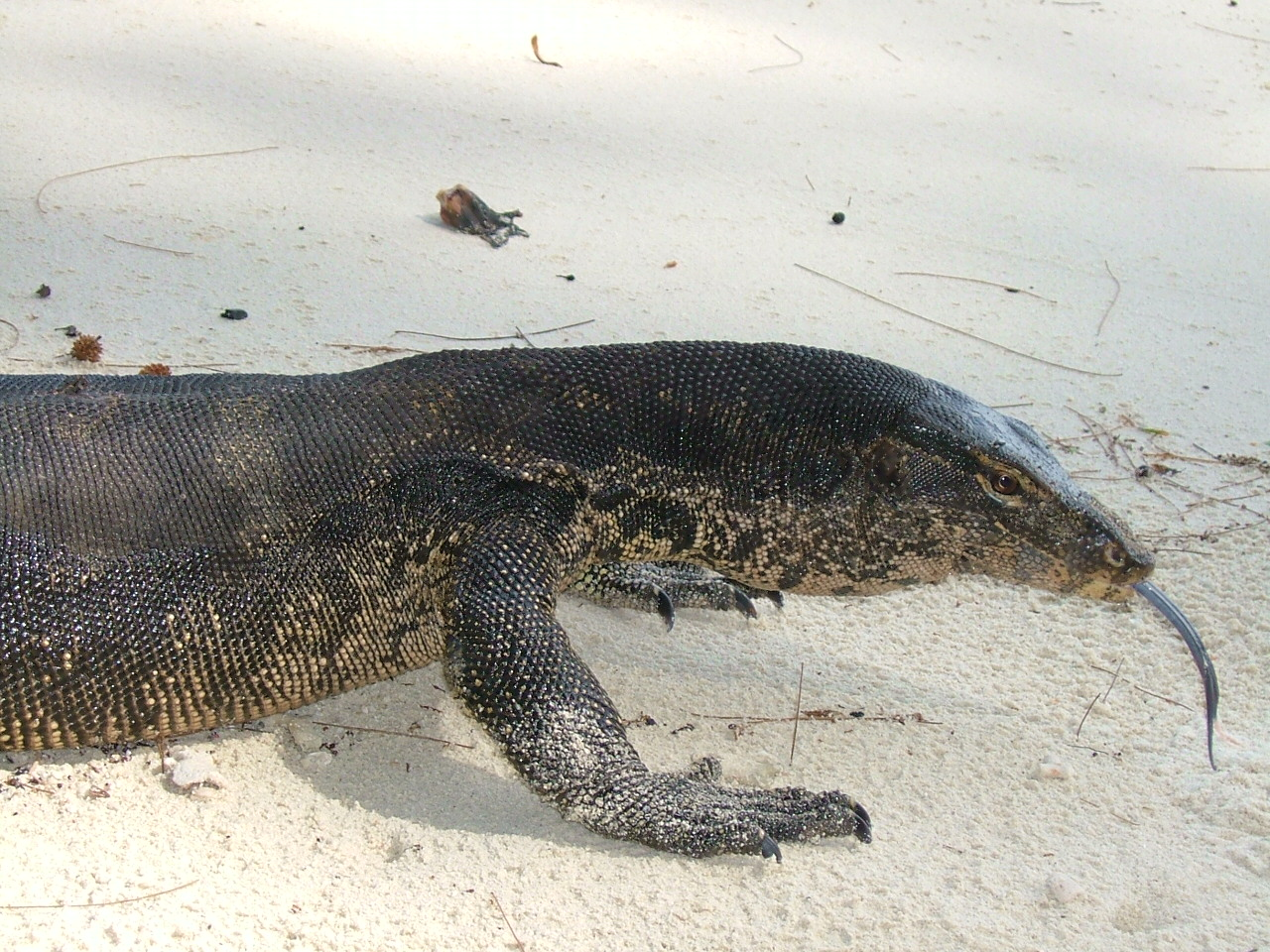
Varanus salvator